# Annexion des Jordantals
Die Annexion des Jordantals ist ein seit längerer Zeit bestehendes Vorhaben der israelischen Regierung mit dem Ziel, einen Teil des Westjordanlands unter Ausschluss der dort lebenden Bevölkerung zu annektieren.

## Geschichte
Die ersten Vorschläge zur Anwendung „israelischer Souveränität“ auf das Jordantal bestehen seit Beginn der israelischen Besetzung des Westjordanlands im Jahr 1967 und sollen das Gebiet als israelisches Staatsgebiet erklären, ohne die Anwendung dieser Souveränität auf die lokale palästinensische Bevölkerung zu berücksichtigen (d. h. ohne Staatsbürgerschaft). Zu den bekannteren Entwürfen der israelischen politischen Führung gehören der Allon-Plan von 1967 und der Annexionsvorschlag von September 2019 durch den israelischen Premierminister Netanjahu. Auf die de-facto andauernde Annexion des Westjordanlandes, die mit der Ausweitung von Siedlungen, Landraub und der Gewalt der Siedler einhergeht, um die Palästinenser ethnisch zu säubern, wurde unter anderem von NGOs oft hingewiesen.
Im Juni 2023 forderte die Zionistische Weltorganisation die israelische Annexion des Jordantals, während sich zeitgleich im israelischen Parlament, der Knesset, die Gruppe „Souveränität über das Jordantal zuerst“ mit diesem Ziel gründete. Dieser Gruppe gehören Abgeordnete des rechten und orthodoxen Parteienspektrums an. Im Juni 2024 beschrieb Israels Finanzminister Bezalel Smotrich in einer Rede vor Siedlerführern einen neuen Plan zur Durchsetzung einer dauerhaften israelischen Kontrolle über das Westjordanland, „ohne dass die Regierung der Annexion beschuldigt wird“.
Dabei ist Jericho als palästinensische Enklave im annektierten Gebiet vorgesehen, durch welche sich die Palästinenser bewegen können.
Auch der Trump-Friedensplan aus dem Jahr 2020 entwirft ein ähnliches Konzept, das die Annexion der Gebiete durch Israel vorsieht.

## Das Jordantal
Gemäß der israelischen NGO B’Tselem leben in der Region 65.000 Palästinenser und etwa 11.000 israelische Siedler. Laut der israelischen Friedensbewegung Schalom Achschaw (Frieden Jetzt) umfasst der Vorschlag Netanjahus die Annexion von 30 Siedlungen mit 12.778 Siedlern, die vom israelischen Staat errichtet wurden, sowie 18 nicht genehmigte Ausbauvorposten und 15 palästinensische Gemeinden (zugewiesen zu Bereich A und B gemäß der Teilung in den Osloer Abkommen), in denen 44.175 Palästinenser leben. Es gibt auch 48 nicht anerkannte Hirten-Gemeinden (in Bereich C), in denen 8.775 Palästinenser leben. Das Gebiet, das annektiert werden soll, beträgt etwa 22 % der Fläche des besetzten Westjordanlands, wovon sich 90 % in Bereich C befinden. Für 20 % des Landes besitzen die Palästinenser Eigentumspapiere.

## Vorschläge

### Allon-Plan
Der Allon-Plan, ausgearbeitet vom israelischen Minister Jigal Allon nach dem Sechstagekrieg 1967, sah die Annexion des größten Teils des Jordantals durch Israel vor. Ziel war es, die Gebiete vom Jordanfluss bis zu den östlichen Hängen des Westjordanlands sowie Ostjerusalem und den Etzion-Block im Süden von Jerusalem unter israelische Kontrolle zu bringen. Palästinensisch dicht besiedelte Gebiete, einschließlich Jericho, sollten von der Annexion ausgeschlossen oder an Jordanien zurückgegeben werden. Der jordanische König Hussein lehnte diesen Plan jedoch ab. Die israelische Regierung verabschiedete 1981 ein Gesetz, das die de-facto-Annexion der Golanhöhen durch Israel regelte, ein weiteres Element des Allon-Plans.

### Netanjahu-Plan
Am 10. September 2019 (eine Woche vor der israelischen Parlamentswahl im September 2019) verkündete Premierminister Netanjahu seinen Plan, das Jordantal zu annektieren, falls seine Regierung die Wahl gewinnen würde. Die Karte, die er von dem zu annektierenden Gebiet zeigte, enthielt mehrere Fehler, indem sie die Lage mehrerer Siedlungen falsch angab und palästinensische Dörfer ausließ. Netanjahu erklärte, dass er von der Regierung der Vereinigten Staaten unter Donald Trump grünes Licht erhalten habe. Die Regierung sagte, es habe keine Änderung in der Politik der Vereinigten Staaten gegeben.
Am nächsten Tag kam es zu internationalen Verurteilungen des Vorschlags durch Palästinenser, die Arabische Liga, Saudi-Arabien, Jordanien, die Türkei, das Vereinigte Königreich und die Vereinten Nationen. Ein UN-Sprecher sagte, jeglicher israelische Schritt zur Durchsetzung seiner Verwaltung über das palästinensische Gebiet sei nach internationalem Recht illegal. Mehrere israelische Politiker aus dem gesamten politischen Spektrum sowie hebräische Medien beschrieben diese Ankündigung als politischen Schachzug für Wählerstimmen. Insbesondere sagte Mosche Jaalon, ein Knesset-Mitglied der Blau-Weiß-Partei, dass Netanjahu 2014 grundsätzlich der Evakuierung der Siedlungen im Jordantal zugestimmt habe. Im Jahr 2014 war Jaalon Mitglied von Netanjahus Likud-Partei gewesen und hatte unter ihm als Verteidigungsminister gedient.
Am 13. August 2020 stimmte Premierminister Netanjahu zu, den Plan auszusetzen, nachdem er das Friedensabkommen zwischen Israel und den Vereinigten Arabischen Emiraten unterzeichnet hatte, das von den Vereinigten Staaten vermittelt worden war.